# Luis Fernando Jaramillo
Luis Fernando Jaramillo Correa (Barranquilla, 24 de julio de 1935-Bogotá, 23 de noviembre de 2011) fue un empresario y político colombiano.

## Biografía
Obtuvo el título de ingeniero civil en la Facultad de Minas de la Universidad Nacional de Colombia y se especializó en London School of Business. Desarrolló su carrera profesional como consultor y como gerente administrativo y de análisis del Banco Interamericano de Desarrollo en Washington D. C.,
En 1985 fue nombrado gobernador del Atlántico por el gobierno de Belisario Betancur. Fue gerente de la campaña presidencial de Virgilio Barco en 1986 y ejerció como Ministro de Obras Públicas y Transporte (1986-1989), ocupando interinamente las carteras de Minas y Energía y Desarrollo Económico en el gobierno de Virgilio Barco. Se retiró para liderar la campaña presidencial de César Gaviria, siendo elegido por el Senado como Designado Presidencial en 1990; ese mismo año asumió como Ministro de Relaciones Exteriores en el gobierno de César Gaviria.
Desde 1999 hasta su fallecimiento presidió el Grupo Odinsa S.A., encargado en la actualidad de la modernización del Aeropuerto El Dorado de Bogotá.